# نادي دينامو تبليسي لكرة السلة
نادي دينامو تبليسي لكرة السلة (بالجورجية: საკალათბურთო კლუბი ,,დინამო) هو فريق كرة سلة جورجي للمحترفين تأسس في سنة 1934 يقع مقره في تبليسي. يلعب في دوري السوبر الجورجي لكرة السلة.

## الإنجازات

### الاتحاد السوفيتي
- الدوري السوفيتي الممتاز لكرة السلة
  - الفوز (4): 1950، 1953، 1954، 1968
  - الوصافة (4): 1947، 1960، 1961، 1969
  - المركز الثالث (4): 1948، 1952، 1965، 1977

### جورجيا
- دوري السوبر الجورجي لكرة السلة
  - الفوز (4): 1991، 1992، 2003، 2014
- كأس جورجيا
  - الفوز (1): 2004

### أوروبا
- الدوري الأوروبي لكرة السلة
  - الفوز (1): 1961–62
  - الوصافة (1): 1960
- كأس سابورتا
  - الوصافة (1): 1969

## وصلات خارجية
- الموقع الرسمي